# Dinu Lipatti

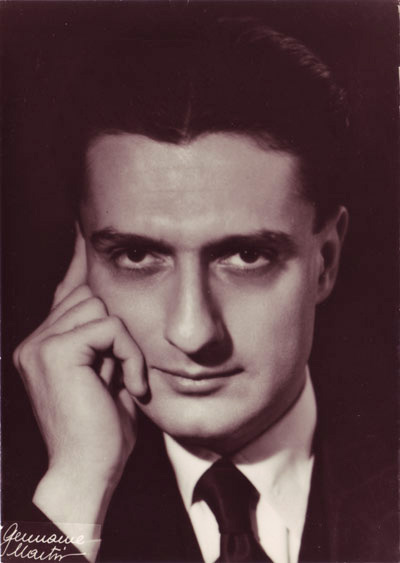
Dinu Lipatti

Dinu Lipatti (eigentlich Constantin Lipatti, Dinu ist die Verkleinerungsform seines Taufnamens; * 19. März 1917 in Bukarest; † 2. Dezember 1950 in Genf, Schweiz) war ein rumänischer Pianist und Komponist.

## Leben
Lipatti wurde in eine wohlhabende Bukarester Musikerfamilie hineingeboren. Sein Taufpate war der rumänische Komponist, Geiger und Pianist George Enescu. Bereits im Alter von elf Jahren kam er ans Konservatorium Bukarest und studierte dort von 1928 bis 1932 bei Mihail Jora und Florica Musicescu. Mit 16 Jahren nahm Lipatti am Internationalen Klavierwettbewerb in Wien teil. Als ihm die Jury nur den Zweiten Preis zugestand, verließ der Pianist Alfred Cortot unter Protest das Jurorengremium. Den ersten Preis gewann der Pole Bolesław Kon. Cortot wurde wenig später Lipattis Lehrer.
1934 ging Dinu Lipatti an die École Normale de Musique de Paris, wo er bei Paul Dukas, Nadia Boulanger und Igor Strawinski Komposition, bei Alfred Cortot und Yvonne Lefébure Klavier und bei Charles Münch Orchesterdirigieren studierte. Er nahm auch Unterricht bei Artur Schnabel. Nach ersten Auftritten in Paris 1934/35 gab er sein erstes großes Solokonzert dort 1939 in der Salle Pleyel.

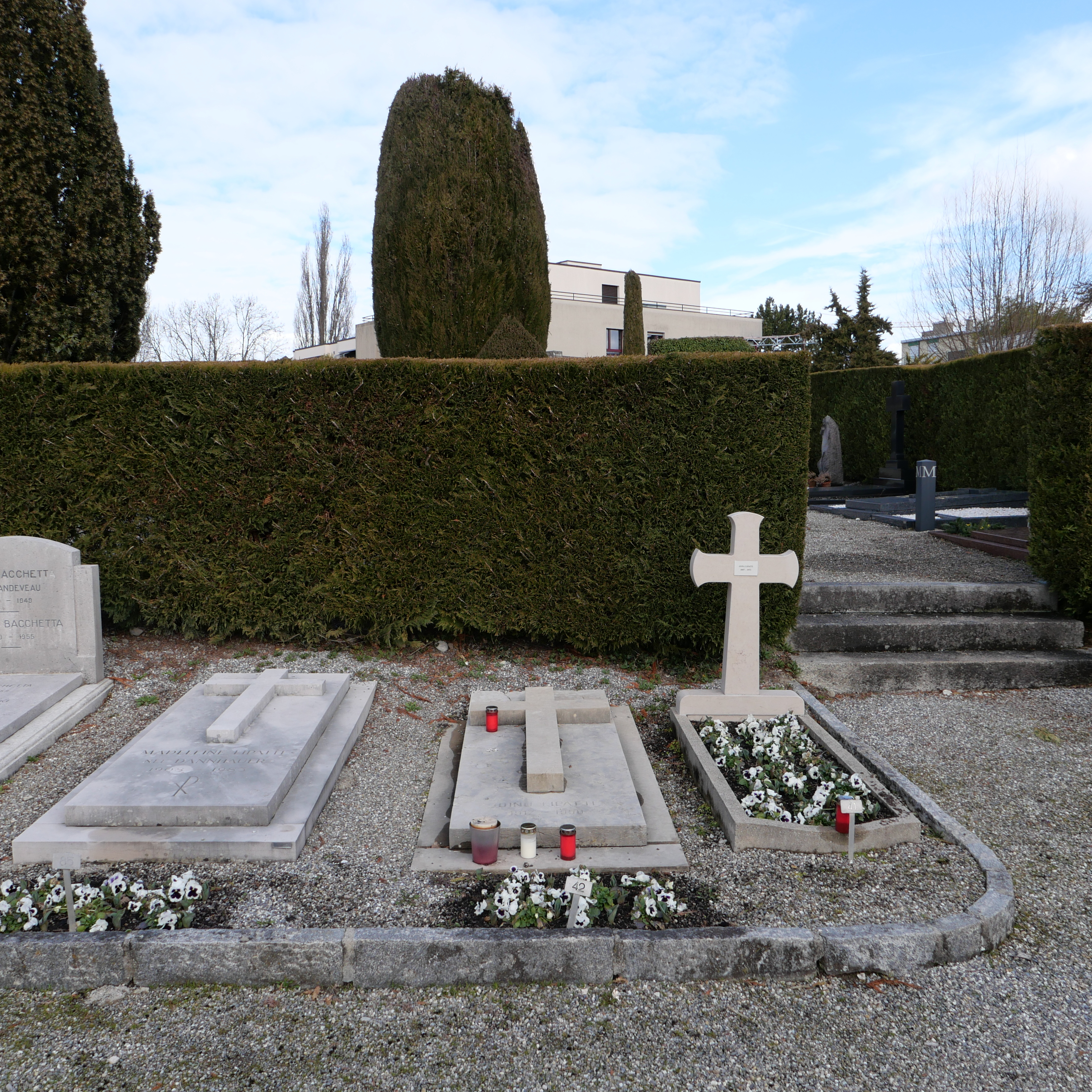
Die Gräber von Lipatti (Mitte), seiner Frau (rechts) und seiner Mutter

Mit Ausbruch des Zweiten Weltkriegs kehrte er zurück nach Bukarest, unternahm aber weiterhin Tourneen durch ganz Europa und konzertierte auch in NS-besetzten Ländern. Nach einer Tournee durch Skandinavien emigrierte er mit seiner späteren Ehefrau Madeleine Cantacuzene 1943 in die Schweiz. Von 1944 bis 1949 war er am Genfer Konservatorium Professor für die Klavier-Meisterklasse. Für seine Tätigkeit erhielt er ein Honorar von 150 Franken, „une somme dérisoire“ (eine lächerliche Summe), wie er sagte. Außerdem war es ihm nicht gestattet, Privatunterricht zu erteilen. Über den Pianisten Edwin Fischer kam der Kontakt mit Walter Legge zustande, der Lipatti 1946 für Klassikaufnahmen unter Vertrag nahm.
Eine musikalische Freundschaft verband Lipatti mit seiner Landsfrau, der Pianistin Clara Haskil, mit der er das Konzert für zwei Klaviere und Orchester in Es-dur KV 365 von Wolfgang Amadeus Mozart aufführte.
Lipatti war seit dem 1. Dezember 1948 mit der Pianistin Madeleine Cantacuzene geb. Dannhauer (1908–1983) verheiratet.
Lipatti litt an einem Hodgkin-Lymphom. Erste Anzeichen dafür traten im Jahr 1943 auf; 1947 wurde es diagnostiziert, konnte aber damals über eine Strahlenbehandlung hinaus noch nicht angemessen therapiert werden. Bei seinem letzten Auftritt am 16. September 1950 in Besançon musste er die Darbietung der Chopin-Walzer durch seine Krankheit geschwächt abbrechen; mit Myra Hess’ Klavierbearbeitung des Bach-Chorals Jesus bleibet meine Freude verabschiedete er sich von seinem Publikum. Lipatti starb im Alter von 33 Jahren am 2. Dezember 1950 in Genf. Seine Grabstätte befindet sich auf dem Friedhof in Chêne-Bourg.

## Aufnahmen
Lipattis erste Schallplattenaufnahme stammt aus dem Jahr 1937: Gemeinsam mit Nadia Boulanger spielte er eine Auswahl der Walzer op. 39 für Klavier zu vier Händen von Johannes Brahms ein. Die ersten Solo-Einspielungen für EMI fanden 1947 in London statt. Am 9. und 10. April 1948 wurde in der Royal Albert Hall das Klavierkonzert von Schumann mit dem Philharmonia Orchestra aufgenommen. Die Leitung hatte der junge Herbert von Karajan, der Lipattis „göttliches“ Klavierspiel bewunderte.
Lipattis wenige Schallplattenaufnahmen wurden immer wieder neu veröffentlicht („Unvergänglich, unvergessen“, EMI). Dazu gehören seine Einspielungen von Chopins Barcarolle und h-Moll-Sonate und von Mozarts a-Moll-Sonate wie auch des schon erwähnten Klavierkonzerts von Robert Schumann. Diese Einspielungen wurden unter anderem in die Sammlung Klavier-Kaiser aufgenommen. Erst nach dem Tode des Dirigenten Paul Sacher wurde die Aufnahme des 3. Klavierkonzerts von Béla Bartók auf CD vorgelegt. Zu Lebzeiten hatte dieser nur den 2. Satz (Andante religioso) zur Veröffentlichung freigegeben.

## Rezeption
Lipatti wird bis heute in einer Einigkeit gefeiert und bewundert, wie sie bezüglich Künstlern selten ist. Von seinem Produzenten und Förderer Walter Legge, dem Ehemann von Elisabeth Schwarzkopf, ist das Zitat überliefert: „Gott lieh der Welt Sein erwähltes Instrument, das wir für einen viel zu kurzen Zeitraum Dinu Lipatti nannten.“